# Surorile (film din 1984)
Surorile este un film românesc din 1984, regizat de Iulian Mihu după un scenariu inspirat de piesa de teatru „Surorile Boga” (1959) a dramaturgului Horia Lovinescu. Rolurile principale sunt interpretate de actorii Adela Mărculescu, Elena Albu, Viorica Dinicu, Traian Stănescu, Andrei Finți, Olga Tudorache și Ileana Predescu.
Filmul urmărește schimbările intervenite în viața a trei surori ca urmare a celui de-al Doilea Război Mondial și al instaurării unui nou regim politic în România.

## Rezumat
În anii celui de-al Doilea Război Mondial, mai precis în anul 1943, un grup de activiști ilegaliști comuniști aruncă în aer depozitul de muniție de la depoul CFR dintr-un mic oraș moldovenesc. Conducătorul grupului, Pavel Golea (Traian Stănescu), este rănit la braț de o schijă și trebuie să fie dus de urgență la un medic care să-i trateze rana. Activiștii comuniști reușesc să se strecoare prin barajul militar româno-german, refugiindu-se fiecare pe unde reușește. Tânărul intelectual Mereuță (Mircea Stoian) îl aduce pe Pavel Golea la domiciliul a trei surori, unde locuia în gazdă. Sora cea mare, Iulia (Adela Mărculescu), era medic și „om de omenie” și-i tratează rana sabotorului fără a-i pune prea multe întrebări.
Cele trei surori Boga duceau un trai liniștit în orașul lor de provincie. Iulia era la o vârstă aproape tomnatică și trăia cu suferința unui eșec sentimental, fiind părăsită cu ani în urmă de logodnicul Ghighi Mirescu (Dorin Varga) care plecase din țară, pierzându-și averea ca urmare a unor investiții falimentare. Sora mijlocie, cocheta Valentina (Elena Albu), se căsătorise din interes cu inspectorul financiar Miluță Petrescu (Mihai Berechet), un bărbat în vârstă și care se ocupa cu tot felul de escrocherii; ea îl înșela pe acesta cu căpitanul Stratilat (Emilian Belcin) cu care voia să fugă din oraș. Sora mai mică, Ioana (Viorica Dinicu), s-a căsătorit cu ofițerul Radu Gorăscu (Andrei Finți), în timpul unei scurte permisii a acestuia de pe front. Ofițerul fusese crescut în casa moșierei Catinca (Olga Tudorache) și era fiul surorii nebune a acesteia, Eleonora (Ileana Predescu).
Apropierea frontului determină retragerea armatei române, iar căpitanul Stratilat pleacă fără Valentina. Moșiera Catinca Gorăscu se refugiază și ea, în timp ce palatul ei este rechiziționat. După evenimentele istorice de la 23 august 1944, Iulia își dedică timpul îngrijirii luptătorilor antifasciști, luând contact cu ideile comuniste și aderând la ele din convingere. În anii de după război, ea se încadrează în partid și participă la campania sanitară de combatere a tifosului. Treptat, între ea și secretarul de partid Pavel Golea (căruia îi salvase viața) se înfiripă o relație de dragoste matură, ambii fiind însuflețiți de aceleași idealuri.
După ce află că Radu este dat dispărut pe front, Ioana se dedică activității pe plan social, organizând cursuri de alfabetizare a oamenilor simpli. Ca o recunoaștere a destoiniciei sale, ea va fi desemnată să conducă treburile orașului în calitate de primar. Văzându-și ruinate aspirațiile romantice, Valentina divorțează de Miluță și pare a fi indiferentă față de noile realități sociale, refuzând solicitările comuniștilor de a face o muncă utilă în beneficiul populației. Ziaristul comunist Mereuță o iubește și îi explică faptul că „toți trebuie să facem ceva nou, măreț”, fiecare trebuind să contribuie cu ceva la ridicarea societății. Valentina înțelege în cele din urmă că are și ea o menire socială în societate.
Catinca se întoarce în oraș cu nepotul ei, pictorul Alec (Valeriu Paraschiv), și încearcă să-și recupereze proprietățile. Ghighi revine și el în oraș și o cere în căsătorie pe Iulia, dar aceasta îl refuză deoarece îl consideră neserios. Miluță se ocupă cu specula și plasează diferite produse agricole la prețuri mari.
Răspândirea mentalității comuniste în rândul populației atrage reacția elementelor susținătoare ale „regimului burghezo-moșieresc”. Casele din Mahalaua Broscăriei sunt incendiate de persoane necunoscute. Ziaristul Mereuță, care scrisese articole în care cerea ridicarea la luptă a muncitorilor și țăranilor pentru a răsturna „regimul burghezo-moșieresc”, primește scrisori de amenințare cu moartea. Pe măsură ce timpul trece, atacurile reacționarilor se întețesc. Cu prilejul unei manifestații comuniste, la care au vorbit, printre alții, Iulia și Ioana, Mereuță este împușcat de o persoană necunoscută. Aflată la căpătâiul muribundului, Valentina îi promite că o să se schimbe.
În zilele următoare, Ioana află că Radu este viu și a revenit în oraș. Catinca îi înmânează fostului ofițer actele prin care îi recunoaștea drepturile la averea familiei Gorăscu. Cei doi soți se întâlnesc, iar femeia înțelege că soțul ei este de fapt un aventurier și un trădător. Ea anunță conducerea partidului că Radu este cel care l-a împușcat pe Mereuță și intenționează să-l omoare și pe Ghighi Mirescu, care voia să se predea. Autoritățile sosesc la casa lui Mirescu și-l împușcă mortal pe Radu. Eleonora este dusă la un ospiciu, iar în casa familiei Gorăscu este instalată o creșă.

## Distribuție
- Adela Mărculescu — medicul Iulia Boga, sora cea mare
- Elena Albu — Valentina („Vali”), sora mijlocie
- Viorica Dinicu — Ioana, sora cea mică
- Traian Stănescu — muncitorul Pavel Golea, activist comunist ilegalist, prim-secretar al organizației locale PCR
- Andrei Finți — ofițerul Radu Gorăscu, militar decorat cu ordinele Crucea de Fier și Mihai Viteazul, fiul ilegitim al Eleonorei, soțul Ioanei
- Olga Tudorache — moșiera Catinca Gorăscu, urmașa unei vechi familii boierești, conducătoarea reacțiunii burghezo-moșierești
- Ileana Predescu — Eleonora Gorăscu, sora nebună a Catincăi, mama lui Radu
- Mihai Berechet — inspectorul financiar Miluță Petrescu, speculant de război, soțul Valentinei
- Mircea Stoian — ziaristul Mihai Mereuță, student la Facultatea de Litere, intelectual comunist, chiriașul surorilor Boga
- Valeriu Paraschiv — pictorul Alec Gorăscu, nepotul Catincăi
- Dorin Varga — Ghighi Mirescu, fost student la Medicină care și-a abandonat studiile și s-a stabilit în străinătate, fostul logodnic al Iuliei
- Alexandru Lungu — meșterul ciocănar Panait Buzilă, activist comunist ilegalist
- Adina Cezar — bibliotecara Eufrosina Grosu, secretara organizației de partid, activistă sanitară
- Sabin Făgărășanu — muncitorul Simion, activist comunist ilegalist
- Nicolae Praida — muncitorul Barcan, activist comunist ilegalist
- Jean Lorin Florescu — primul domn oprit de poliție
- Alexandru Racoviceanu — al doilea domn oprit de poliție
- Emilian Belcin — căpitanul Stratilat, amantul Valentinei

## Producție
Scenariul filmului a fost scris de Horia Pătrașcu și Iulian Mihu după piesa de teatru „Surorile Boga” de Horia Lovinescu (1917-1983). Piesa fusese publicată în anul 1959, în „obsedantul deceniu” (așa cum îl denumea Marin Preda), și prezenta adeziunea treptată a trei surori la lupta dusă de comuniști pentru eliberarea țării de hitleriști și pentru cucerirea puterii politice. Femeile au conștientizat mai devreme sau mai târziu necesitatea transformării societății sub impactul socialismului și și-au adus propriul aport la acest efort colectiv.
Criticul literar Alex. Ștefănescu caracteriza astfel această piesă de teatru: „Dacă în «Citadela sfărâmată» există câteva momente de trăire intensă a ideilor morale, ca în piesele lui Ibsen, în «Surorile Boga», 1958, tensiunea pe cale să se acumuleze se rezolvă repede, prin acțiune. Cele trei surori - Ioana, Valentina, Iulia - se adaptează cu hotărâre, după instaurarea comunismului, la noul mod de viață, fie luând inițiative îndrăznețe, fie suportând cu fruntea sus consecințele unor evenimente nefavorabile. La o vârstă tomnatică, cu amintirea încă vie a unui eșec sentimental, Ioana găsește energia să se mai îndrăgostească o dată de un bărbat matur și lucid ca și ea, Pavel (un comunist, bineînțeles, de o mare noblețe), frivola și senzuala Valentina își vede contrazise brutal aspirațiile bovarice, prin fuga căpitanului Stratilat (un burghez, bineînțeles, decăzut), iar angelica Iulia, adoratoare a unui bărbat, Radu, care i se părea un erou și care în fond era un aventurier, se sustrage mirajului pentru a se dedica activității pe tărâm social”.
În perioada comunistă, piesa a fost jucată de multe ori pe scenele teatrelor din România. Inițial ea ar fi fost propusă pentru ecranizare în anii '70 regizoarei Malvina Urșianu, dar aceasta ar fi refuzat. Proiectul a ajuns apoi la regizorul Iulian Mihu. Între timp, dramaturgul Horia Lovinescu a decedat la 16 septembrie 1983.
Filmul a fost realizat în studiourile Centrului de Producție Cinematografică București. Regizori secunzi au fost Florin Grigore și Ștefan Neagrău. Unul dintre roluri a fost interpretat de coregrafa Adina Cezar.
Premiera filmului a avut loc la 20 august 1984, cu trei zile înainte de ziua de 23 august, când urmau să se sărbătorească 40 de ani de la răsturnarea regimului politic al mareșalului Ion Antonescu.

## Recepție
Filmul Surorile a fost vizionat de 1.321.071 spectatori la cinematografele din România, după cum atestă o situație a numărului de spectatori înregistrat de filmele românești de la data premierei și până la data de 31.12.2007 alcătuită de Centrul Național al Cinematografiei.
În Istoria filmului românesc (1897-2000) (Ed. Fundației Culturale Române, București, 2000), criticul Călin Căliman a afirmat că filmul Surorile este o ecranizare „cu tonuri realist-poetice” care prezintă „portrete viabile, pe fundalul unei epoci sociale frământate”. Sunt apreciate rolurile de compoziție realizate de actrițele Adela Mărculescu (care o interpretează pe Iulia, sora cea mare, „care depășește - cu sobrietate și demnitate - condiția femeii părăsite”), Elena Albu (Valentina, sora mijlocie, „care trece printr-un proces de trezire la realitate, actrița marcându-și personajul și cu o dulce auto-ironie”) și Viorica Dinicu (Ioana, sora cea mică), precum și cel realizat de coregrafa Adina Cezar, despre care criticul consideră că realizează „una dintre cele mai originale compoziții ale filmului”.
Criticul Tudor Caranfil nu a dat filmului nicio stea și a făcut următorul comentariu: „Răsturnarea istorică din 1944 marchează și existența surorilor Boga. Meticuloasă ecranizare a piesei lui Horia Lovinescu, compromisă de lipsa de coerență specifică regizorului și de aerul de teatralitate, conservat în pofida excentricităților vizuale.”